# Pelota

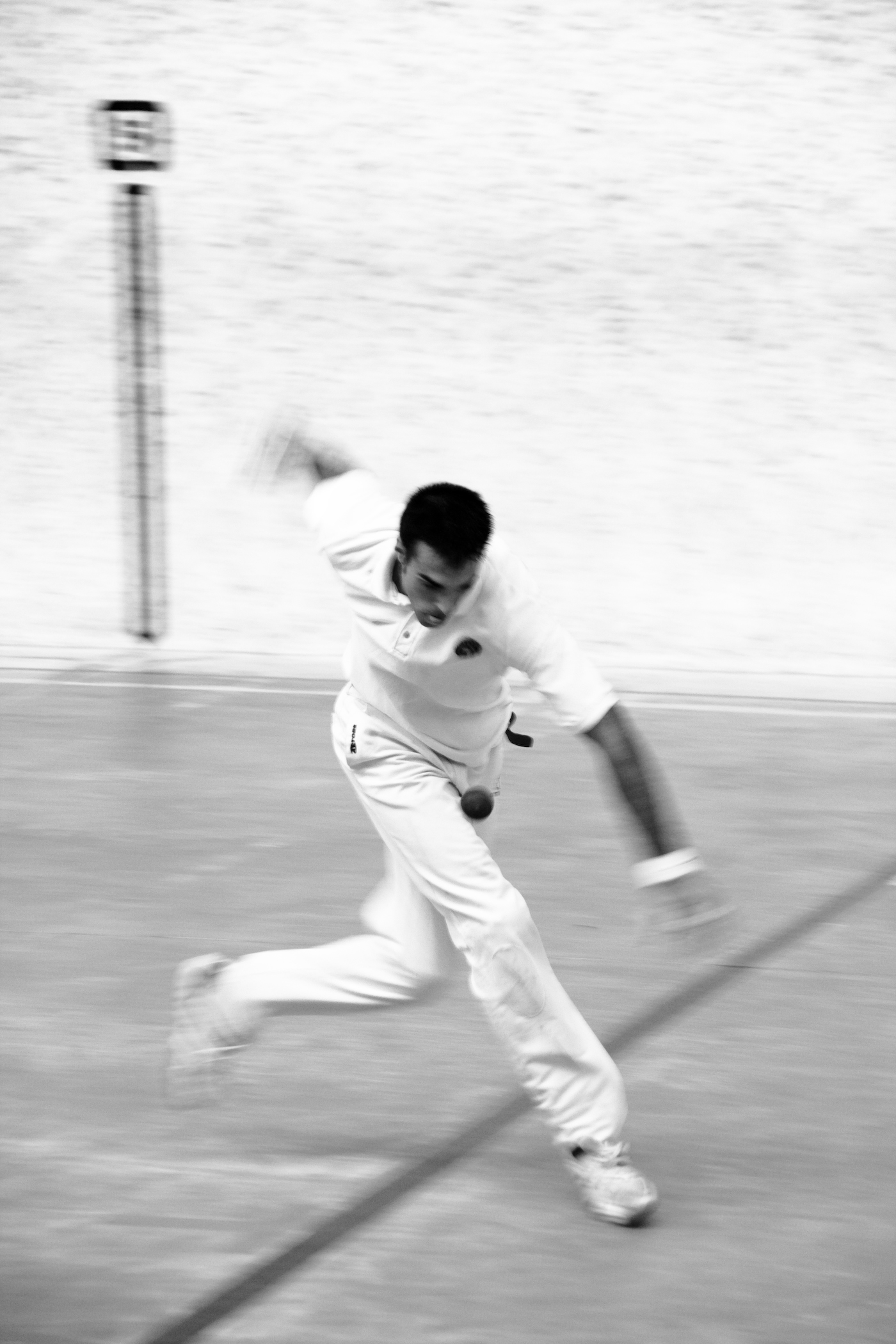
Pelotaspelare, enligt traditionen klädd helt i vitt

Pelota (pelota på spanska, pilota på baskiska, pelote på franska, från latinets pila som på svenska betyder "boll") är beteckningen för olika bansporter som spelas med en boll som slås med handen, en racket, ett slagträ eller med avlånga, korgliknande redskap mot en vägg. Spelplanens (frontón på spanska, frontoi på baskiska, frontó på katalanska) väggar kan vara en till tre till antalet. Mer traditionellt spelas pelota mellan två lag som åtskiljs av en linje på marken eller ett nät. Pelota har sina äldsta rötter i det antika Grekland (kallades där sphairistikè) och andra kulturer, däribland mayakulturen i Centralamerika, men de europeiska nutida varianterna anses alla ha utvecklats från real tennis. Idag spelas pelota i flera länder runt om i världen; i Baskien med kringliggande regioner, i Valencia där pelota är nationalsport, i Irland, Belgien, Norditalien, USA, Mexiko, Argentina och andra länder i Sydamerika. Matcher mellan lag från Baskien och Valencia är de som uppskattas mest av publiken, på grund av spelets höga kvalitet.

## Baskisk pelota

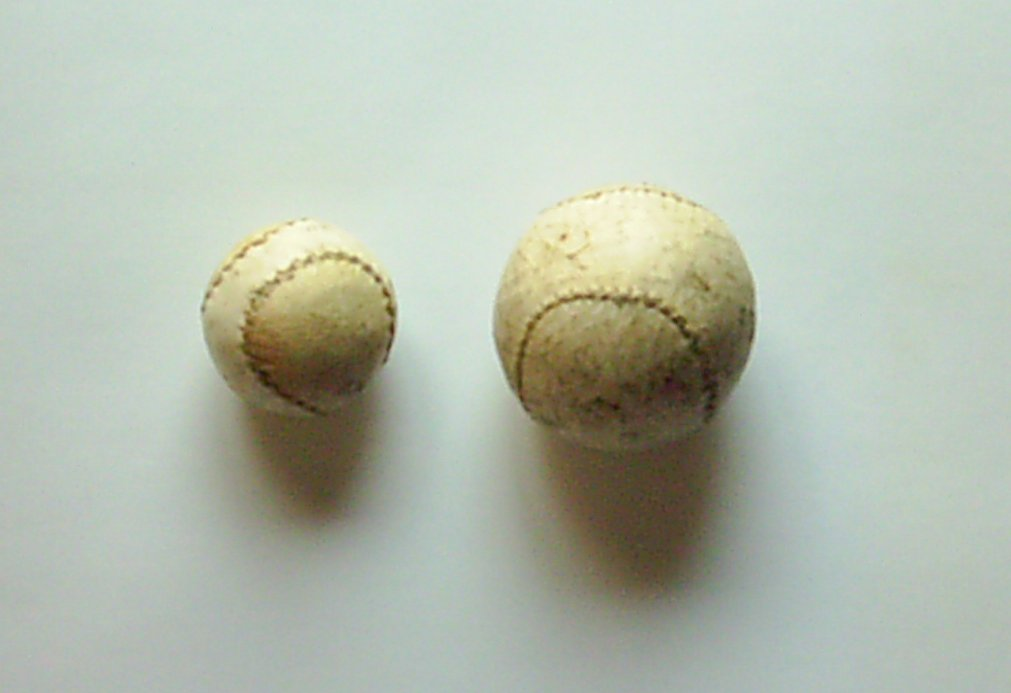
Pelotabollar. Till vänster en boll avsedd för valencisk pelota och till höger en boll avsedd för baskisk pelota

Utmärkande för baskisk pelota (pelota vasca där spanskans vasca betyder "baskisk") är att den 125 gram tunga bollen spelas omväxlande av två lag mot en frontvägg. Baskisk pelota är ett samlingsnamn på en mängd olika varianter som alla har det gemensamt att man liksom i squash slår en boll mot en frontvägg och försöker få motståndaren att misslyckas med att göra detsamma. Det finns 14 olika officiella discipliner av sporten, men de klart dominerande sett till popularitet och antal utövare är pelota mano och jai alai. I pelota mano används enbart händerna för att slå bollen mot frontväggen, medan man i de andra disciplinerna använder sig av olika typer av redskap (se ovan) för att slå till bollen. Den andra stora grenen inom baskisk pelota, jai alai, spelas förutom i Baskien även i USA, och då främst i sydliga stater som Florida, men sporten förekommer även i exempelvis Macao och på Filippinerna. I jai alai används ett avlångt korgliknande redskap (egentligen en förlängd handske kallad cesta eller xistera) för att fånga bollen och slunga den mot frontväggen. I jai alai kan bollen vid väggträff ha en hastighet på cirka 300 km/tim (nära 190 miles/tim), vilket gör spelet till den snabbaste bollsporten.  
Generellt sett liknar alla varianter av baskisk pelota squash men spelas på en större bana. Förutom frontväggen mot vilken bollen spelas, är spelplanen också försedd med en längsgående vägg på vänster sida, medan den högra begränsningen av spelytan markeras med en linje i golvet. Spelplanens mått är mellan 30 och 54 meter på längden och 15 meter på bredden. 
Baskisk pelota utvecklades i sin nuvarande form i huvudsak åren 1850–70. Pelota har varit demonstrationssport i Olympiska sommarspelen i Mexiko 1968 och  Barcelona 1992. Dessutom anordnas internationella turneringar inklusive VM-tävlingar för professionella spelare vart fjärde år (sedan 1952) av Internationella förbundet för pelota vasca (bildat 1921). De internationella tävlingarna domineras av baskiska spelare i de spanska eller franska landslagen.

### Spelregler i Pelota Mano

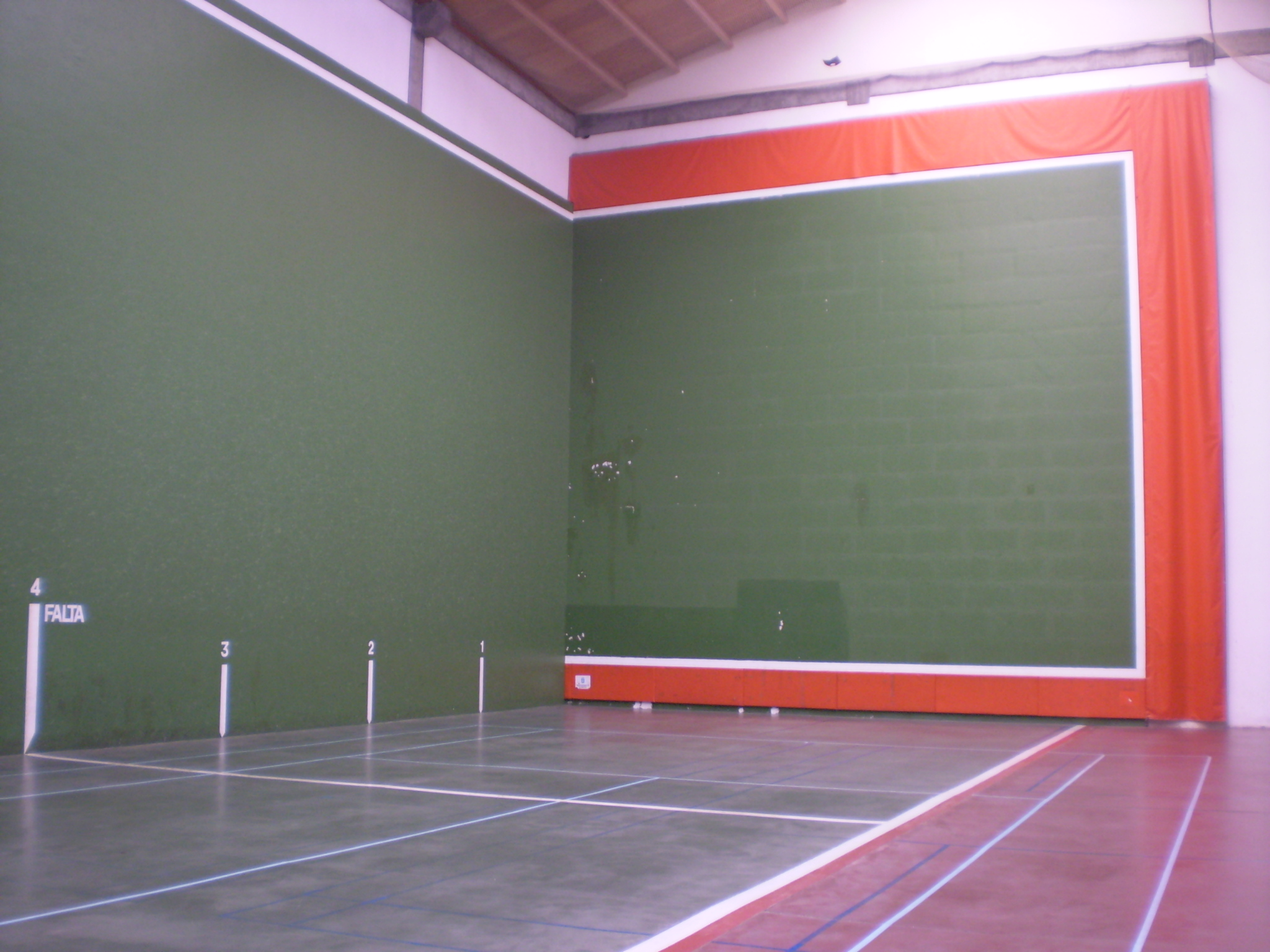
Klassisk pelota-spelplan (frontoi på baskiska)

Vanligen spelar två eller fyra personer (en mot en eller två mot två). Om fyra personer spelar bildar man två lag, ett med blåa tröjor och ett med röda. Den äldste spelaren skall ingå i det röda laget. Spelarna placerar sig så att en från varje lag står framtill på banan och den andre baktill. För att avgöra vem som börjar serva singlar man slant. Försvarsspelaren (den bakre spelaren) i det lag som vunnit slantsinglingen är den som servar. Spelaren tar bollen och placerar sig vid linje 6, varpå han börjar springa framåt tills han når linje 4. Där studsar han bollen i marken och slår den med handen mot frontväggen så att den vid återstudsen från denna studsar inom vissa definierade områden av den markerade spelplanen (se nedan). Så snart försvarsspelaren servat får vem som helst av motspelarna i sin tur slå bollen mot frontväggen, och så fortsätter man tills något lag misslyckats. 
- Poäng utdelas när någon spelare ur motståndarlaget inte lyckats få bollen att vidröra den gröna delen av frontväggen. Om bollen vid någon tidpunkt under spelet vidrör den blå zonen utdelas poäng till motståndarlaget.

- Bollen får bara studsa i marken en gång efter varje gång den återvänder från frontväggen. Studsar den fler gånger, utdelas poäng till motståndarlaget.

- Ingen spelare får greppa bollen; bara slå den.

- Om bollen studsar utanför spelplanen, även om det är första studsen, utdelas poäng till motståndarlaget.

- Om en spelare slår bollen på den vita linjen som utgör spelplanens gränser, den vita linjen på frontväggen eller den vita linjen på vänster vägg, utdelas poäng till motståndarlaget. Övriga vita linjer markerar bara zoner.

- Vid serven: Efter det att bollen studsat mot frontväggen, måste den landa i zonen som begränsas av linjerna 4 och P (nr 7). Om den landar mellan frontväggen och linje 4, utdelas poäng till motståndarlaget. Om den landar bakom P, kallas det ”Pasa”, vilket innebär att ett nytt försök ges till spelaren som servade. Om bollen vid andra försöket återigen landar bakom linje 7, utdelas poäng till motståndarlaget.
- Vid det fortsatta spelet efter en regelrätt serve får bollen studsa i alla zoner inom spelplanen.

- En match spelas till 22 poäng utan tidsbegränsning.

## Valencisk pelota
Denna form av pelota spelas alltid med bara händer försedda med mindre läderskydd. De båda lagen (eller två singelspelare) möts på en spelplan som ofta är timglasformad och där planhalvorna precis som i real tennis eller lawn-tennis åtskiljs av ett nät.  Åskådarna befinner sig nära inpå spelplanen och träffas inte sällan av förflugna bollar. 
Valencisk pelota spelas i sin enklaste form på stadsgator eller bakgårdar, mer sofistikerat på speciellt anlagda banor (trinquete).